# Peach Bowl 2023
Match précédent Match suivant
Le Peach Bowl 2023 est un match de football américain de niveau universitaire joué après la saison régulière de 2023, le 30 décembre 2023 au Mercedes-Benz Stadium situé à Atlanta dans l'État de la Géorgie aux États-Unis.
Il s'agit de la 56e édition du Peach Bowl.
Le match met en présence l'équipe des Rebels d'Ole Miss issue de la Southeastern Conference (SEC) et l'équipe des Nittany Lions de Penn State issue de la Big Ten Conference (Big-10).
Il débute vers midi locales et est retransmis à la télévision par ESPN,.
Sponsorisé par la société Chick-fil-A , le match est officiellement dénommé le 2023 Chick-fil-A Peach Bowl.
Ole Miss remporte le match sur le score de 38 à 25.

## Présentation du match
Il s'agit de la 1re rencontre entre les deux équipes.
| Équipes                                                                                                 | Couleurs | Conférences | Entraîneurs                      | Stats. saison rég. | Classements avant le bowl | Classements avant le bowl | Classements avant le bowl |
| --- | -------- | ----------- | -------------------------------- | ------------------ | ------------------------- | ------------------------- | ------------------------- |
| Équipes                                                                                                 | Couleurs | Conférences | Entraîneurs                      | Stats. saison rég. | CFP                       | AP                        | Coaches                   |
| Rebels d'Ole Miss                                                                                       |          | SEC         | Lane Kiffin (en) (4e saison)     | 10-2               | no 11                     | no 11                     | no 11                     |
| Nittany Lions de Penn State                                                                             |          | Big-10      | James Franklin (en) (10e saison) | 10-2               | no 10                     | no 10                     | no 10                     |
| - Arbitre : Mike McCabe (Pac-12) - Équipe donnée favorite par les bookmakers : Penn State par 3½ points |          |             |                                  |                    |                           |                           |                           |

### Rebels d'Ole Miss
Ole Miss termine la saison régulière avec un bilan de 10 victoires et 2 défaites (6-2 en matchs de conférence). Les défaits ont eu lieu contre Alabama (10-24 en 4e semaine) et Georgia (17-52, en 11e semaine).
Ils terminent 2e de la Division West de la Southeastern Conference derrière Alabama.
À l'issue de la saison 2023 (bowl non compris), ils sont désignés no 11 aux classements/au classement CFP, AP et Coache's.
Éligibles, les Rebels acceptent l'invitation pour participer au Peach Bowl 2023, participant ainsi au 41e bowl et au 3e Peach Bowl de leur histoire.
Le DE Cedric Johnson a cependant décidé de ne pas jouer le match pour se présenter à la prochaine draft de la NFL.
| Saisons | Dates            | Vainqueurs | Scores  | Finalistes   | Bilan   |
| ------- | ---------------- | ---------- | ------- | ------------ | ------- |
| 1971    | 30 décembre 1971 | Ole Miss   | 41 - 18 | Georgia Tech | V : 1-0 |
| 2014    | 31 décembre 2014 | TCU        | 42 - 03 | Ole Miss     | D : 1-1 |

| Logo     | Postes                 | Joueurs                                            | Statistiques                                                      |
| -------- | ---------------------- | -------------------------------------------------- | ----------------------------------------------------------------- |
|          | Quarterback            | Jaxson Dart                                        | 208/318 passes réussies pour 2 985 yards, 20 TDs, 5 interceptions |
| Coureur  | Quinshon Judkins       | 237 courses pour 1 052 yards nets gagnés et 15 TDs |                                                                   |
| Receveur | Tre Harris             | 47 réceptions pour 851 yards et 8 TDs              |                                                                   |
| Effectif | Roster 2023 des Rebels | Roster 2023 des Rebels                             |                                                                   |

### Nittany Lions de Penn State
Penn State termine la saison régulière avec un bilan de 10 victoires et 2 défaites (7-2 en matchs de conférence). Les deux défaites sont survenues contre Ohio State (12–20 en 8e semaine et contre Michigan (15–24, en 11e semaine.
Ils terminent 3e de la Division East de la Big Ten Conference derrière Michigan et Ohio State.
À l'issue de la saison 2023 (bowl non compris), ils sont désignés no 10 aux classements/au classement CFP, AP et Coache's.
Éligibles, les Nittany Lions acceptent l'invitation pour participer au Peach Bowl 2023, participant ainsi au 53e bowl et au 1er Peach Bowl de leur histoire.
Les joueurs suivants ont décidé de ne pas jouer le match (opt-outs) : le DE Chop Robinson, le CB  Johnny Dixon, l'OT Olu Fashanu et le CB Kalen King.
| Logo     | Postes                        | Joueurs                                         | Statistiques                                                     |
| -------- | ----------------------------- | ----------------------------------------------- | ---------------------------------------------------------------- |
|          | Quarterback                   | Drew Allar                                      | 214/349 passes réussies pour 2 336 yards, 23 TDs, 1 interception |
| Coureur  | Kaytron Allen                 | 162 courses pour 851 yards nets gagnés et 6 TDs |                                                                  |
| Receveur | Keandre Lambert               | 53 réceptions pour 673 yards et 4 TDs           |                                                                  |
| Effectif | Roster 2023 des Nittany Lions | Roster 2023 des Nittany Lions                   |                                                                  |

## Résumé du match
Début du match à  11 h 11 locales, fin à  15 h 04 locales pour une durée totale de jeu de 3 h 53 min.
Match joué en indoor, stade fermé.
| QT            | Temps         | Drive         | Drive         | Drive         | Équipe        | Description de l'action | Score | Score |
| ------------- | ------------- | ------------- | ------------- | ------------- | ------------- | --- | ----- | ----- |
| QT            | Temps         | Jeux          | Yards         | TDP           | Équipe        | Description de l'action | MISS  | PSU   |
| 1             | 09:17         | 10            | 64            | 04:58         | PSU           | FG de 26 yards par le K Alex Felkins | 0     | 3     |
| 1             | 07:16         | 8             | 56            | 02:01         | MISS          | FG de 36 yards par le K Caden Davies | 3     | 3     |
| 1             | 00:30         | 10            | 77            | 03:31         | MISS          | TD de 2 yards par le TE Caden Prieskorn (passe du QB Jaxson Dart + 1 pt de conversion par le K Caden Davies)                                          | 10    | 3     |
|               |               |               |               |               |               | |       |       |
| 2             | 13:34         | 6             | 75            | 01:56         | PSU           | TD de 2 yards par le TE Theo Johnson (passe du QB Drew Allar + 1 pt de conversion par le K Alex Felkins)                                              | 10    | 10    |
| 2             | 10:33         | 8             | 52            | 02:55         | MISS          | FG de 45 yards par le K Caden Davies | 13    | 10    |
| 2             | 04:58         | 9             | 83            | 04:03         | MISS          | TD de 37 yards par le TE Caden Prieskorn (passe du QB Jaxson Dart + 1 pt de conversion par le K Caden Davies)                                         | 20    | 10    |
| 2             | 02:45         | 4             | 75            | 02:13         | PSU           | TD de 48 yards par le RB Nicholas Singleton (passe du QB Beau Pribula + 1 pt de conversion par le K Alex Felkins)                                     | 20    | 17    |
|               |               |               |               |               |               | |       |       |
| 3             | 10:48         | 9             | 40            | 02:45         | MISS          | FG de 52 yards par le K Caden Davies | 23    | 17    |
| 3             | 04:10         | 10            | 82            | 04:29         | MISS          | TD de 14 yards par le RB Quinshon Judkins + 2 pts de conversion par le TE Caden Prieskorn (2 passes du QB Jaxson Dart)                                | 31    | 17    |
|               |               |               |               |               |               | |       |       |
| 4             | 03:29         | 10            | 65            | 04:26         | MISS          | TD à la suite d'une course de 2 yards par le QB Jaxson Dart (+ 1 pt de conversion par le K Caden Davies)                                              | 38    | 17    |
| 4             | 04:14         | 4             | 70            | 00:54         | PSU           | TD de 14 yards par le WR Harrison Wallace III (passe du QB Drew Allar) + 2 pts de conversion par le RB Nicholas Singleton (2 passes du QB Drew Allar) | 38    | 25    |
| Score final : | Score final : | Score final : | Score final : | Score final : | Score final : | Score final : | 38    | 25    |

## Statistiques
| Statistiques                   | Rebels d'Ole Miss              | Nittany Lions de Penn State |
| ------------------------------ | ------------------------------ | --------------------------- |
| 1er down                       | 30                             | 21                          |
| 1er down à la course           | 11                             | 8                           |
| 1er down à la passe            | 19                             | 13                          |
| 1er down suite pénalité        | 0                              | 0                           |
| Conversion de 3e down          | 7/18                           | 6/15                        |
| Conversion de 4e down          | 3/3                            | 1/2                         |
| Jeux–yards                     | 88 jeux pour 540 yards         | 68 jeux pour 510 yards      |
| Courses : Nb.-Yards            | 47 courses pour 146 yards      | 28 courses pour 167 yards   |
| Yards à la passe               | 394                            | 343                         |
| Passes: Réussies/Tentées       | 26/41                          | 20/40                       |
| Interceptions effectuées       | 1                              | 0                           |
| Réussite en zone rouge/chances | 4/4                            | 3/3                         |
| Touchdown                      | - 3 à la passe - 1 à la course | 3 à la passe                |
| Field Goals                    | 3/3                            | 1/2                         |
| Sacks effectués (Nb.-Yards)    | 1 (-2 yards)                   | 1 (-4 yards)                |
| Fumbles (Nb./Perdus)           | 1/0                            | 0/0                         |
| Pénalités (Nb./Yards perdus)   | 5-25 yards                     | 6-50 yards                  |
| Temps de possession            | 33:28                          | 26:22                       |

| Rebels d'Ole Miss           |                      |                                                                                                |
| Quarterback(s)              | Jaxson Dart          | 25/40 passes complétées, 379 yards, 0 interception, 3 TDs, 1 sack subi, évaluation QB de 166,8 |
| Coureur(s)                  | Quinshon Judkins     | 34 courses, 106 yards, 1 TD en réception                                                       |
| Coureur(s)                  | Ulysses Bentley IV   | 3 courses, 19 yards                                                                            |
| Coureur(s)                  | Jaxson Dart          | 8 courses, 14 yards, 1 TD                                                                      |
| Receveur(s)                 | Caden Prieskorn      | 10/11 réceptions pour 136 yards, 2 TDs                                                         |
| Receveur(s)                 | Tre Harris           | 7/13 réceptions pour 135 yards                                                                 |
| Receveur(s)                 | Dayton Wade          | 3/5 réceptions pour 61 yards                                                                   |
| Défenseur(s)                | Tre Washington       | 8 tacles en solo, 1½ TFL ( yards), sack ( yards), FF et FR                                     |
| Défenseur(s)                | Jared Ivey           | 5 tacles dont 3 en solo, 2 TFL (2 yards), 2 passes déviées et 1 FR                             |
| Défenseur(s)                | Daijahn Anthony      | 3 tacles en solo, 1interception, 1 passe déviée                                                |
| Nittany Lions de Penn State |                      |                                                                                                |
| Quarterback(s)              | Drew Allard          | 19/39 passes complétées, 295 yards, 1 interception, 2 TDs, 1 sack subi, évaluation QB de 124,1 |
| Quarterback(s)              | Beau Pribula         | 1/1 passe complétée, 48 yards, 0 interception, 1 TD, 0 sack subi, évaluation QB de             |
| Coureur(s)                  | Kaytron Allen        | 10 courses, 51 yards                                                                           |
| Coureur(s)                  | Nicholas Singleton   | 8 courses, 50 yards                                                                            |
| Coureur(s)                  | Drew Allard          | 5 courses, 40 yards                                                                            |
| Receveur(s)                 | Tyler Warren         | 5/9 réceptions pour 127 yards                                                                  |
| Receveur(s)                 | Nicholas Singleton   | 4/5 réceptions pour 86 yards, 1 TD                                                             |
| Receveur(s)                 | Harrison Wallace III | 4/5 réceptions pour 67 yards, 1 TD                                                             |
| Défenseur(s)                | Kevin Winston        | 9 tacles dont 5 en solo, 1 passe déviée                                                        |
| Défenseur(s)                | Daequan Hardy        | 7 tacles dont 3 en solo                                                                        |
| Défenseur(s)                | Cam Miller           | 5 tacles dont 4 en solo, 3 passes déviées                                                      |